# 남누악쇼트주
남누악쇼트주(아랍어: نواكشوط الجنوبية, 프랑스어: Nouakchott-Sud)는 모리타니의 주로 주도는 아라파트이며 면적은 252km2, 인구는 425,673명(2013년 기준)이다. 2014년 11월 25일 누악쇼트를 3개 주로 분할하면서 신설되었다.